# Eteriscius parasiticus
Eteriscius parasiticus là một loài thực vật có hoa trong họ Thiến thảo. Loài này được Desv. ex Ham. mô tả khoa học đầu tiên năm 1825.